# Липарис Агассица
Липарис Агассица (лат. Liparis agassizii) — вид морских лучепёрых рыб из семейства липаровых. Распространены в северо-западной части Тихого океана, у берегов Хокайдо, Сахалина и южных Курильских островов. Максимальная длина тела 44 см. Придонные хищные рыбы. Обитают в прибрежных водах на глубине до 100 м. Видовое название дано в честь швейцарского и американского естествоиспытателя Жана Луи Родольфа Агассиса (фр. Jean Louis Rodolphe Agassiz, 1807—1873).